# بریا (آیووا)
بریا (به انگلیسی: Berea) یک منطقهٔ مسکونی در ایالات متحده آمریکا است که در آیووا واقع شده‌است. بریا ۳۹۸٫۰۷ متر بالاتر از سطح دریا قرار دارد.